# Řád Rokel
Řád Rokel (anglicky Order of the Rokel) je druhé nejvyšší státní vyznamenání Sierry Leone a v hierarchii řádů se nachází za Řádem republiky. Založen byl roku 1972 a udílen je za oddanou a záslužnou službu státu.

## Historie a pravidla udílení
Řád byl založen roku 1972 prezidentem Siakou Stevensem. Ten vytvořil tento řád s cílem ocenit obyvatele Sierry Leone i cizí státní příslušníky za vynikající službu zemi. Udílí se tak za cenný přínos v oblasti veřejné služby, umění, vědy a filantropie. Pojmenován byl po řece Rokel, která je největší řekou v Sierra Leone. Vyznamenání předává prezident každoročně během slavnostního ceremoniálu v Den nezávislosti, tedy 27. dubna.

## Insignie
Stuha řádu je červená s okraji lemovanými úzkým modrým proužkem.

## Třídy
Řád je udílen v pěti řádných třídách. U vyznamenání Sierry Leone se nepoužívá postnominálních zkratek ve jménech jejich nositelů.
- velkokomtur
- velkodůstojník
- komtur
- důstojník
- člen